# Кузнецов, Иван Юрьевич
Ива́н Ю́рьевич Кузнецо́в (род. 16 января 1986 в Нынеке, Можгинский район, Удмуртская АССР, РСФСР, СССР) — российский следж-хоккеист. Защитник сборной России по следж-хоккею. Серебряный призёр Паралимпийских игр 2014. Бронзовый призёр чемпионата мира по следж-хоккею 2013 года, участник первенства Европы 2011 года. Чемпион страны 2010 и 2014 годов, трёхкратный серебряный призёр первенств России 2009, 2011 и 2012. Заслуженный мастер спорта России. С 2009 года выступает за ижевский клуб «Удмуртия».

## Биография
В школе занимался спортом, это и стало началом выбора моей спортивной жизни в дальнейшем. В 2003 году потерял ноги. В 2007 года мне посоветовали поиграть в футбол для ампутантов, и там все закрутилось. В 2009 году с самого начала возникновения российского следж-хоккея стал заниматься им.
Девиз Ивана Кузнецова:
Главное — оставаться человеком!

## Награды
- Медаль ордена «За заслуги перед Отечеством» I степени (17 марта 2014 года) — за большой вклад в развитие физической культуры и спорта, высокие спортивные достижения на XI Паралимпийских зимних играх 2014 года в городе Сочи.[6]